# Eikenderveld
Eikenderveld (Limburgs: Ekenderveld) is een woonwijk in de Nederlandse gemeente Heerlen. De wijk ligt ten noordwesten van het stadscentrum, ingeklemd tussen de spoorlijn Sittard-Heerlen en de stadsautoweg N281. Eikenderveld telt 2.510 inwoners (2023).
Een deel van de wijk is een van rijkswege beschermd stadsgezicht, het rijksbeschermd gezicht Heerlen - Eikenderveld.
De sportclub in Eikenderveld is SV Eikenderveld.
Stadsdelen: Heerlerbaan · Heerlerheide · Heerlen-Stad · Hoensbroek

Wijken: Aarveld-Bekkerveld · De Beitel · Caumerveld-Douve Weien · Eikenderveld · Heerlen-Centrum · Heerlerbaan-Oost · Heerlerbaan-West · Passart · De Hei · Heksenberg · Hoensbroek-De Dem · De Koumen · Maria-Gewanden-Terschuren · Mariarade · Meezenbroek-Schaesbergerveld · Molenberg · Nieuw Lotbroek · Rennemig-Beersdal · Schandelen-Grasbroek · Vrieheide-De Stack · Welten-Benzenrade · Woonboulevard-Ten Esschen · Zeswegen-Nieuw Husken

Buurtschappen en gehuchten: De Euren · Heihoven · Imstenrade · Schurenberg · Terschuren

Limburg: Steden en dorpen      Nederland: Provincies · Gemeenten